# الحاج عيبود (فلم)
الحاج عيبود هو فيلم مغربي من إخراج جمال بلمجدوب سنة 2011، وبطولة كل من مولاي يوسف خالدي وعدنان موحجة وعزيز الحطاب وآخرون.

## القصة
عيبود فلاح بسيط، أمضى حياته عملا على إعالة أسرته الصغيرة. وقد تمكن من تعليم ابنه الذي أصبح موظفا كبيرا في مدينة القنيطرة.
في إحدى الأيام تلقى عيبود رسالة من ابنه يخبره بأن يستعد للسفر لقضاء مناسك الحج. للاحتفال بالحدث، ينظم عيبود حفلا في منزله وقد دعى له جميع رجال الدوار. وفي نفس اليوم، يصل ابن عيبود على متن سيارة فخمة ليسلم تذاكر السفر لأبيه، إلا أن كبور، جار عيبود لم يستسغ الأمر، حيث قتلته الغيرة مما دفعه إلى التشكيك في مصدر أموال ابن عيبود لينشر في القرية إشاعة مفادها أن ابن عبيود يتاجر في المخدرات.
عندما الأب بما يدور في الدوار، يقرر السفر للمدينة للتأكد من الأمر، ليضيع في زحمتها وتبدأ مغامرات الحاج عيبود.

## طاقم العمـل
- بطولة :
- مولاي يوسف خالدي
- عزيز الحطاب
- عدنان موحجة
- ريم عبدو
- العربي الساسي
- سعيد البحري
- الإخراج :
- جمال بلمجدوب